# Империале, Амброджо
Амброджо Империале (итал. Ambrogio Imperiale; Генуя,1649 — Генуя, 1729) — дож Генуэзской республики.

## Биография
Родился в Генуе в 1649 году. В молодости занимался военной карьерой и дослужился до поста комиссара крепости Вадо-Лигуре в 1678 году, а позднее - комиссара крепости Приамар в Савоне и крепости на Корсике.
В 1711 году был направлен к испанскому двору как посол, а также выступал в качестве мирового судьи в разрешении конфликта, возникшего в связи с появлением испанского флота возле Вадо-Лигуре.
Был избран дожем 4 октября 1719 года, 145-м в истории Генуи, получив абсолютное большинство голосов (510 из 540 членов Большого Совета) и став одновременно королём Корсики. Во время его правления состоялись памятные торжества по случаю годовщины коронации Девы Марии как королевы Генуи, событие, которое в Генуе отмечалось каждые 25 лет. Торжественная гражданская и религиозная процессия в сопровождении дожа и членов Сената прошла в собор Святого Лаврентия, где у ног статуи Девы Марии были положены символы власти генуэзского государства: ключи от города, скипетр и корона.
Его мандат завершился 4 октября 1721 года, после чего, скорее всего, не занимал государственные должности в структуре управления Республикой. Страдая от подагры, он умер в Генуе в 1729 году и был похоронен в аббатстве Сан-Бениньо.